# Augustos Voss
August Eduardóvich Voss (en letón: Augusts Voss, en ruso, А́вгуст Эдуа́рдович Восс; 30 de octubre de 1916, Saltykovo, distrito de Vikulovsky, región de Tyumen, - 10 de febrero de 1994, g. Moscú, Federación de Rusia) fue un político soviético.

## Biografía
Nació en Saltykovo en el seno de una familia campesina.
Después de graduarse en el Tyumen Teachers Institute (1939) trabajó en una escuela secundaria y desde 1940 en el Ejército Rojo. Durante la Gran Guerra Patria trabajó en labores políticas en el ejército. En 1945 trabajó como instructor del Comité Central del Partido Comunista de Letonia. De 1945 a 1948 estudió en la Escuela Superior del Comité Central del PCUS. En 1949, era el jefe del sector de ciencia y educación superior del Comité Central del Partido Comunista de Letonia, luego secretario de la organización del partido de la Universidad de Letonia. P. Stuchki. En 1950-53 estudió en la escuela de posgrado de la Academia de Ciencias Sociales en el Comité Central del PCUS. Candidato de Ciencias Económicas (1953).
De 1953 a 1954 fue jefe del departamento de ciencia y cultura, entre 1954 y 1960 fue jefe del departamento de órganos del partido del Comité Central del Partido Comunista de Letonia. Desde 1960 hasta 1966, secretario del Comité Central del Partido Comunista de Letonia.
Del 15 de abril de 1966 al 14 de abril de 1984 se desempeñó como Primer Secretario del Comité Central del Partido Comunista de la República Socialista Soviética de Letonia, reemplazando a Arvīds Pelše.
Fue delegado de los XXII-XXIV Congresos del PCUS; en el 24º Congreso fue elegido miembro del Comité Central del PCUS. También fue miembro del Sóviet de las Nacionalidades del Soviet Supremo de la URSS 7-11 convocatorias (1966-1989) de la República Socialista Soviética de Letonia.
Del 11 de abril de 1984 al 25 de mayo de 1989  fue presidente del Sóviet de Nacionalidades, una de las cámaras del Sóviet Supremo de la Unión Soviética .
Miembro del Comité Central del PCUS en 1971 - de 1990 .

## Premios
- 4 Órdenes de Lenin (29/10/1966; 27/08/1971; 29/10/1976; 29/10/1986)
- Orden de la Revolución de Octubre (12.12.1973)
- 2 Órdenes de la Guerra Patria, 1er grado (16/06/1976; 11/03/1985)
- 4 Órdenes de la Bandera Roja del Trabajo (20/07/1950; 15/02/1958; 01/10/1965; 02/04/1981)
- medallas